# Daraai offenzíva (2017. június)
A 2017. júniusi daraai offenzíva a Szíriai Arab Hadsereg és szövetségesei által a felkelői állások ellen indított katonai offenzíva volt Daraa városának déli felében. A felkelők és a kormány seregei a városban lévő, a palesztin menekülteket befogadó táborért vívták a harcot, mely a város egyik, felépítményekkel rendelkező része.

## Előzmények
2017. február közepén a szíriai felkelők erős offenzívát indítottak a Daraa városában lévő kormányerők ellen. Kezdetben a felkelők elfoglalták al-Manshiyah Kerület nagy részét, de az offenzíva gyorsan elhalt. Március közepén a Hadsereg arról számolt be, hogy majdnem az összes helyszínt visszafoglalta, amit korábban elveszített. Ekkor Manishiyah kevesebb mint 25%-a volt a felkelők ellenőrzése alatt. Egy újabb, április eleji támadás után a felkelők ismét Manshiyah 80%-t ellenőrizték. A harcok folytatódtak, mikor május közepén a kormánypártiak több légi támadást is indítottak Daraa városa ellen. Május végére a terület 95%-át már a felkelők ellenőrizték.
Június 3-án a felkelők újabb támadást indítottak Manshiyah ellen, de ezt visszaverték. Erre válaszul a Hadsereg másnap heves ágyúzást indított a város felkelők kezén lévő része ellen. Egyes jelentések szerint ezzel már egy következő támadást készítettek elő.

## Az offenzíva
Az offenzíva június 7-én több mint 20 légi támadással valamint föld-föld rakéták kilövésével vette kezdetét, melyek a felkelők központját, Daraa al-Balad területét és az al-Sad utat vették célba. Készületek folytak egy szárazföldi tám,adás megindítására is, ehhez a Szíriai Hadsereg Negyedik Osztaga is a helyszínre érkezett.
Június 10–11. között a jelentések szerint az FSA öt jelentős parancsnoka halt meg Daraában. Néhányuk közülük a felkelői központok elleni célzott támadásban lelték halálukat, mely a Hadsereg egyik intenzív bombázásának volt a része. A kormányerők a jelentések szerint június 11-én szerezték meg első területi győzelmüket, mikor a Daraai Tábor Iskola Együttes részét elfoglalták. Ez a korábbi palesztin menekülttábor helyén állt. Június 12-én ádáz küzdelmek folytak a tábor területén, amiben a jelentések szerint a Szíriai Hadsereg a terület 30–50%-t megszerezte. Erre válaszul a felkelők mozsárral lőtték a város kormány kezén lévő kerületeit. Az Al-Araby Al-Jadeed szerint a harc első hetében a kormány 300-nál is több hordóbombát dobott valamint 350 föld-föld rakétát lőtt ki a területre.
A Szíriai Hadsereg június 17-én délben 48 órás tűzszünetet hirdetett. Ennek június 20-i lejártakor újra indultak a város felkelői részét érintő légi és tüzérségi támadások. A Hadsereg a keleti területekre koncentrálta az erőforrásait, hogy ott és az óvárosi negyednél törjék át a felkelők védvonalait. Összecsapások törtek ki a volt katonai repülőtér környékén a várostól keletre és a Jordániával] közös határszakasz mentén. A kormányerők behatoltak Daraa felkelői kézen lévő részébe valamint a nyugati külvárosokba. Június 20-án reggel a Hadsereg rövid időre elfoglalta a várostól nyugatra fekvő légi bázist, így potenciálisan ketté vágta a Daraa kormányzóságban lévő felkelői seregeket. A felkelők délre azonban aznap visszafoglalták a repteret.
Június 23-án egy megoldási kísérlet sikertelenül zárult, így a Szíriai Hadsereg újraindította légi erő bevetésével megerősített támadását a palesztin menekülttáborban.